# Первушин, Станислав Романович
Станислав Романович Первушин (8 августа 1949, Омск — 24 июня 2024, Омск) — советский хоккеист, играл на позиции защитника. Дважды становился чемпионом РСФСР (1969, 1973). После завершения карьеры игрока - хоккейный тренер.

## Биография
Родился 8 августа 1949 года.

### Хоккеист
Хоккеем начал заниматься в 1960 году в родном городе Омске. Тренировался у Анатолия Комарова и Николая Шпаковского. Играл защитником за «Локомотив» (Омск) (1968—1971), СКА (Новосибирск) (1972), «Химик» и «Шинник» (Омск) (1973—1975), «Рубин» (Тюмень) (1976). Чемпион РСФСР 1969 года в составе «Локомотива», 1973 года в составе «Химика». В 1976 году закончил играть из-за серьёзной травмы.

### Тренер
С 1976 по 1981 и в 1983 году работал в ДЮСШ «Труд» (Омск) с молодёжной командой 1958—1959 г.р. Провёл набор ребят 1966, 1972, 1975 г.р. и тренировал их. Подготовил чемпиона мира среди молодёжи 1980 года Евгения Шастина, чемпиона Европы среди юниоров 1984 года, бронзового призёра чемпионата мира среди молодёжи 1985 года Владимира Еловикова.
У него занимались Сергей Гуров, Сергей Завьялов, Сергей Семухин, Виталий Филимонов, Сергей Жеребцов, Роман Костромин.
В 1981—1982 годах учился в ВШТ у Анатолия Тарасова.
Тренировал команду второй лиги «Горняк» (Дальнегорск) — 1986—1987.
В 1987 году приглашен в команду «Авангард» на должность старшего тренера — начальника команды. Проработал на этом поприще 20 лет. В 1993 году был одним из инициаторов создания команды «Авангард»-2, два сезона возглавлял её. В 2007—2012 годах работал в команде «Омские Ястребы».
Организовал в Омске на базе академии «Авангарда» программу «Массовый хоккей» в 2018 г.
Умер 24 июня 2024 года в Омске после продолжительной болезни в возрасте 74 лет.

### Достижения
- Чемпион РСФСР 1969 года в составе «Локомотива»
- Чемпион РСФСР 1973 года в составе «Химика»